# アウディ・A8
A8は、ドイツの自動車メーカーアウディが製造・販売する同社の高級乗用車・フラッグシップモデルである。本稿では日本仕様車を中心に記述する。

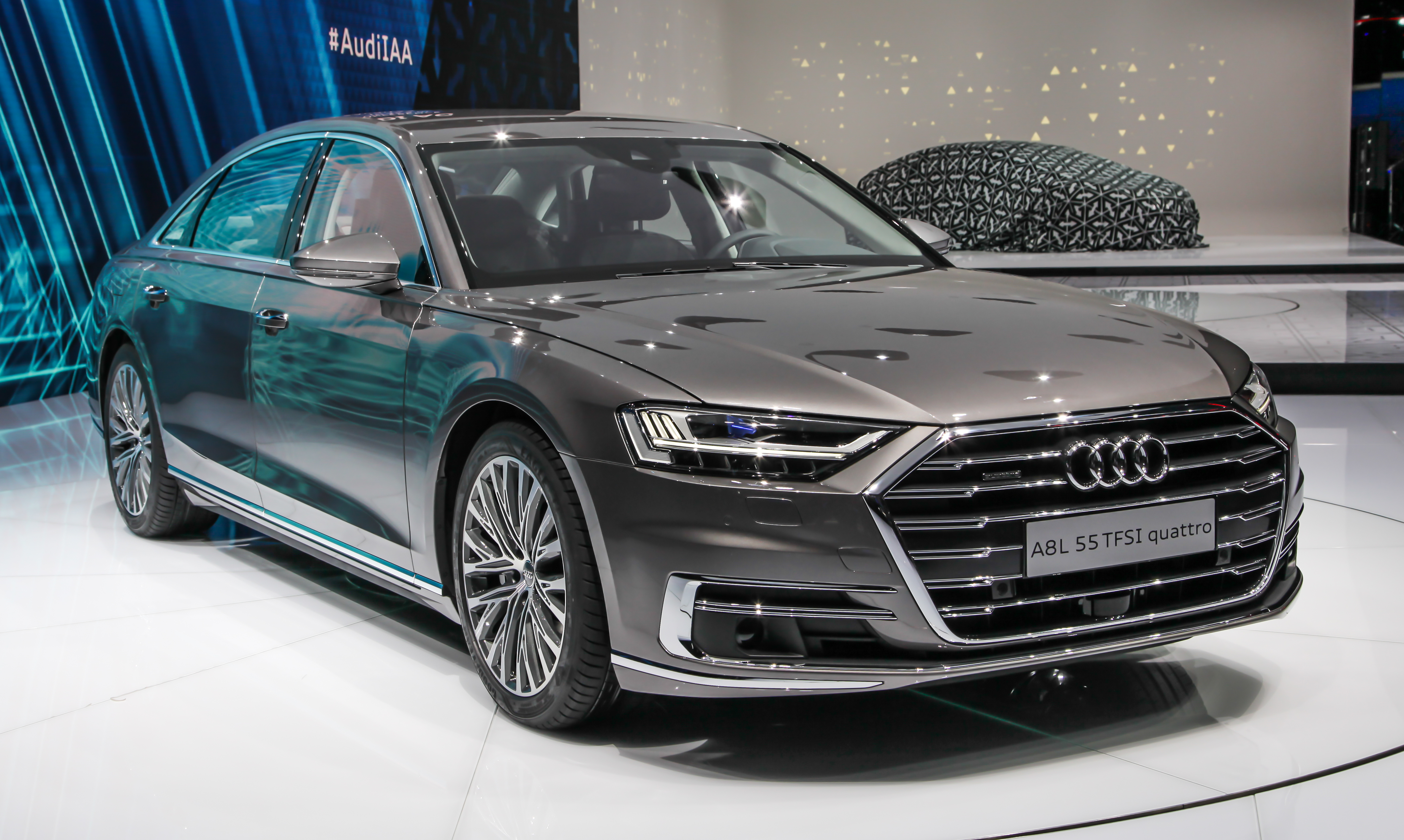
アウディ A8 (D5)

## 概要
1988年に登場したアウディ・V8の後継モデルとして1994年にデビューした。名前の示すとおりアウディのフラグシップモデルで、Fセグメント（全長5m以上のラージクラス）に属している。駆動方式は一時期はフロントエンジン・前輪駆動（FF）モデルもあったが、現在はクワトロシステムフルタイム（4WD）のみ。日本へは1995年から導入している。
最大の特徴は、オールアルミニウムボディ車であることである。ASF（アウディスペースフレーム）コンセプトの下、オールアルミ製のスペースフレームにアルミパネルを架装するという設計で、全長5mの大柄な車体が軽量化され、走りの良さと省燃費を生み出している。
ハイパフォーマンスモデルとして、「S」の名を冠した「S8」がある。

## 初代（1994年-2003年）D2系
- 1995年 - フォルクスワーゲン・アウディ日本（VAN）より発売。グレードは「4.2クワトロ」の1グレード。後のA4と共通のやわらかな曲線で構成されたボディが特徴。エンジンは先代（V8）後期型の4.2Lエンジンを改良し、20PSアップの300PSを達成。ティプトロニック（マニュアルモード）付の4速ATを備える。
- 1997年 - 3.7LのFFモデルを追加。変速機が5速ATに変わり、サイドエアバッグが標準装備となる。
- 1999年8月31日 - マイナーチェンジモデルを発売[1]。3.7L FF車の廃止、4.2Lはエンジンを5バルブ化し、出力が310PSに向上。外装ではバンパーのデザインが変更となり、フォグライトがヘッドライトからバンパーへ移動し、タイヤが16inから17inへサイズアップした。また、クロームモールを配し高級感が上がっている。
- 2001年 - S8を2001年3月1日より発売[2]。最高出力360PS、最大トルク43.8kgmを発揮する4.2LV型8気筒エンジンとクワトロを搭載。また、トランスミッションは5段ティプトロニックである。

初代モデルにもロングホイールベース車が存在するが、日本市場には投入されていない。
2001年、本国で世界初のW型12気筒エンジンを搭載した市販車「6.0クワトロ」が発売される（こちらも日本へは輸入されなかった）。

### ラインナップ（正規輸入車のみ）
| グレード    | 製造期間      | エンジン             | 排気量  | 最大出力 | 変速機                  | 備考           |
| ----------- | ------------- | -------------------- | ------- | -------- | ----------------------- | -------------- |
| 4.2クワトロ | 1995年-1999年 | V型8気筒DOHC32バルブ | 4,172cc | 300PS    | ティプトロニック付4速AT | 1997年から5速  |
| 3.7         | 1997年-1999年 | V型8気筒DOHC32バルブ | 3,696cc | 230PS    | ティプトロニック付5速AT | 右ハンドルのみ |
| 4.2クワトロ | 1999年-2003年 | V型8気筒DOHC40バルブ | 4,172cc | 310PS    | ティプトロニック付5速AT |                |

## 2代目（2003年-2010年）D3系
- 2003年10月16日 - 発表[3]。販売は2004年2月より開始される。導入されるのは「4.2クワトロ」の1グレードのみ。デザインは先代のキープコンセプトであるが、エッジを立たせシャープな面持ちとなった。エンジンは先代後期型を熟成させ、パワーは335PSに向上。新たに6速ATを採用している。
- 2004年7月6日 - 最高出力280PS、最大トルク36.7kgmを発揮する3.7LV型8気筒エンジン（280PS）を搭載した「3.7クワトロ」およびホイールベースを130mm延長したロングホイールベース車の「4.2クワトロL」を同年9月1日より発売すると発表した[4]。
- 2005年3月23日 - 6.0LW型12気筒エンジン（450PS）を搭載した「6.0クワトロ」および「6.0クワトロL」を追加[5]。フロントマスクにはシングルフレームグリルを採用した。
- 2005年6月7日 - 「A8 4.2クワトロ」「A8 L 4.2クワトロ」をマイナーチェンジ[6]。6.0Lモデルに続き、シングルフレームグリルを新採用した。
- 2005年8月23日 - 3.7Lエンジンは廃止され、V型6気筒・直噴(FSI)エンジン（260PS）の「3.2FSIクワトロ」が登場[7]。
- 2006年6月28日 - 450PSのV型10気筒エンジンを搭載したS8（2代目）を受注開始した[8]。
- 2006年8月10日 - 4.2Lエンジンも新設計のFSIエンジン（350PS）となり「4.2FSIクワトロ」、「4.2FSIクワトロL」となる[9]。「6.0クワトロ」廃止。
- 2008年1月23日 - 2度目のマイナーチェンジを実施[10]。新型A4（B8モデル）と共通デザインのヘッドライトを採用。ヘッドランプ下に並んだ発光ダイオードは車幅灯である。その他グリルの意匠も新しくなり、12気筒モデルと6/8気筒モデルの差別化が図られた。

### ラインナップ（正規輸入車のみ）
| グレード                 | 製造期間                                 | エンジン           | 排気量  | 最大出力       | 変速機 | 駆動方式                       |
| ------------------------ | ---------------------------------------- | ------------------ | ------- | -------------- | ------ | ------------------------------ |
| L6.0 クワトロ            | 2005年3月- 2010年11月                    | BHT型W型12気筒DOHC | 5,998cc | 450PS/59.1kg·m | 6速AT  | クワトロ（フルタイム四輪駆動） |
| 6.0 クワトロ             | 2005年3月-2006年6月                      | BHT型W型12気筒DOHC | 5,998cc | 450PS/59.1kg·m | 6速AT  | クワトロ（フルタイム四輪駆動） |
| 4.2FSIクワトロ           | 2006年8月- 2010年11月                    | BVJ型V型8気筒DOHC  | 4,163cc | 350PS/44.9kg·m | 6速AT  | クワトロ（フルタイム四輪駆動） |
| 4.2クワトロ L4.2クワトロ | 2003年10月-2006年6月 2004年9月-2006年6月 | BFM型V型8気筒DOHC  | 4,172cc | 335PS/43.8kg·m | 6速AT  | クワトロ（フルタイム四輪駆動） |
| 3.7クワトロ              | 2004年9月-2005年8月                      | BFL型V型8気筒DOHC  | 3,696cc | 280PS/36.7kg·m | 6速AT  | クワトロ（フルタイム四輪駆動） |
| 3.2FSIクワトロ           | 2005年8月- 2010年11月                    | BPK型V型6気筒DOHC  | 3,122cc | 260PS/33.6kg·m | 6速AT  | クワトロ（フルタイム四輪駆動） |

## 3代目（2010年-2018年）D4系
2009年12月1日、欧州で2010年モデルとして発表。『The Art of Progress』 （アート・オブ・プログレス：革新の美学）と呼ばれるコンセプトにて、エレガントなデザインと傑出したドライビング エクスペリエンスを提供している。欧州向けには直噴4.2LV型8気筒ガソリンエンジンを搭載する「4.2 FSI」、最高出力350hpと最大トルク81.6kgmを発生させる4.2LV型8気筒ディーゼルエンジンを搭載する「4.2 TDI」、3.0LV型6気筒ディーゼルエンジンを搭載する「3.0 TDI」を設定。トランスミッションは先代の6速ATから8速ATに変更された。

### 日本での販売
- 2010年11月に日本でテレビでのディザーCMを放送。
- 2010年12月15日 - 日本にて発表[12]。同日付で発売（納車は2011年2月以降）。日本仕様はガソリン車のみが導入され、ショートホイールベースは「3.0 TFSI クワトロ」と「4.2 FSI クワトロ」。ロングホイールベースは「L 4.2 FSI クワトロ」の3グレード。ハンドルは3.0は右のみ。4.2は左・右のいずれかが選択できる。全車に「MMIタッチ」と呼ばれる指先による手書き認証システムが搭載され、ナビゲーションをはじめHDDに収録された楽曲の検索が可能。アウディとして初めて「ナイトビジョンシステム」と呼ばれる夜間視界補助装置が「アウディプレセンスパッケージ」の一つとしてオプション設定された。
- 2011年6月7日 - W型12気筒6.3Lエンジンを搭載した「L W12クワトロ」を発表[13]。同日付で販売された。先代のD3型では、ショートホイールベースとロングホイールベースの2種類があったが、今回からはロングホイールベースのみの導入となった。またD3型では、導入初期には左ハンドルのみで右ハンドルは後から追加されたが、D4型からは最初から左右ハンドルを選択できるようになっている。
- 2012年9月に4.2 FSI クワトロ/L 4.2 FSI クワトロがV8 4.2L FSIエンジンからS8に搭載されたものをデチューンした4L V8 TFSIエンジンに変更された[14]。排気量こそ減っているものの最高出力は+48PS、最大トルクも+155N・mと大幅に向上している。
- 2013年1月16日 - 「A8ハイブリッド」を同年2月1日より発売すると発表[15][16]。2.0L直噴ガソリンターボエンジンの2.0 TFSIと電気モーターを組み合わせ、システム全体で最高出力245ps、最大トルク480Nm（48.9kgm）を発揮する。トランスミッションは8速ティプトロニックで、ハイブリッドユニットが前輪を駆動する。後席の後ろに1.3kWhのリチウムイオンバッテリーを搭載しているため、トランク容量がノーマルモデルから110L減少し400Lとなっている。燃費性能は13.8km/L（JC08モード）である。
- 2014年3月13日 - 「A8」「S8」をマイナーチェンジし、一部モデルを除き同日販売開始した[17]。エクステリアデザインはキープコンセプトだが、立体的なシングルフレームグリルやボンネット、フロントバンパー、マトリクスLEDヘッドライト（一部オプション設定）などを採用した。パワートレインに変更はないが、4.0 TFSIのみ15ps出力向上された。
- 2014年8月18日 - 「A8」「S8」の装備・仕様を変更し同年8月20日より発売すると発表した[18]。自動ブレーキ機能のアウディブレーキガードなどの安全機能がセットになった「Audiプレセンスパッケージ」が標準装備された（「A8ハイブリッド」にはオプション設定）。
- 2015年8月18日 - 「3.0 TFSIクワトロ」にマトリクスLEDヘッドライトを標準装備とした[19]。

### グレード （日本国内正規導入のみ）
Lはロングホイールベースモデルを表す（後席を130mm延長）。
| グレード                         | 製造期間              | エンジン      | 排気量                      | 最大出力       | 変速機 | 駆動方式                       |
| -------------------------------- | --------------------- | ------------- | --------------------------- | -------------- | ------ | ------------------------------ |
| L W12クワトロ                    | 2011年6月-            | W型12気筒DOHC | 6,298cc                     | 500PS/63.7kg·m | 8速AT  | クワトロ（フルタイム四輪駆動） |
| 4.2FSIクワトロ L4.2FSIクワトロ   | 2010年12月- 2012年9月 | V型8気筒DOHC  | 4,163cc                     | 372PS/45.4kg·m | 8速AT  | クワトロ（フルタイム四輪駆動） |
| 4.0TFSIクワトロ L4.0TFSIクワトロ | 2012年9月-            | V型8気筒DOHC  | 3,992cc                     | 420PS/61.9kg·m | 8速AT  | クワトロ（フルタイム四輪駆動） |
| 3.0TFSIクワトロ                  | 2010年12月-           | V型6気筒DOHC  | 2,994ccスーパーチャージャー | 290PS/42.8kg·m | 8速AT  | クワトロ（フルタイム四輪駆動） |

## 4代目（2018年-）D5系
2017年7月11日、スペインのバルセロナで開催された「アウディサミット」にて初公開。その後欧州では、2017年10月5日に販売開始された。
エクステリアデザインは2014年に発表されたコンセプトカー「Audi prologue」に基づいた新しいアウディデザインを採用。シングルフレームグリルを大型化、ワイド化したほか、テールランプは左右が一体化されている。インテリアは水平基調なデザインで、先代より広くなり、センターコンソールに装備された10.1インチのメインモニターと8.6インチのサブモニターが先進性を強調している。さらに「アウディバーチャルコックピット」と呼ばれる12.3インチのフルカラー液晶ディスプレイによってフルデジタルメーター化された。

### 安全装備
5つのミリ波レーダー、5つのカメラセンサー、12個の超音波センサーに加え、量産車として初めてLiDARと呼ばれるレーザースキャナーをフロントに搭載。これら最大23個のセンサーからの情報を「セントラル ドライバーアシスタンス コントローラー（zFAS）」によって統合的に分析し、先進運転支援システム（ADAS）の自然な制御を実現した。

### 自動運転システム
当モデルは、市販車として世界初となる「レベル3」自動運転機能「アウディAIトラフィックジャムパイロット」を採用したモデルとして発表された。しかし、各国の自動運転車に対する法律の整備等が追い付いておらず、2020年5月現在、「アウディAIトラフィックジャムパイロット」を搭載するA8は世界のどこの国でも販売されていない。

### 日本での販売
2018年9月5日 - 日本仕様車を発表。同年10月15日から日本での販売を開始した。導入されるのは3.0L V型6気筒エンジンを搭載する「A8 55 TFSIクワトロ」、4.0L V型8気筒エンジンを搭載する「A8 60 TFSIクワトロ」、4.0LV型8気筒エンジンを搭載するロングホイールベースモデル「A8 L 60 TFSIクワトロ」の3種類。また、全てのタイプに48Vマイルドハイブリッドドライブシステム（MHEV）を搭載し、燃費性能を向上させている。